# Girolamo Aprile Benso
Girolamo Aprile Benso (Caltagirone, 15 luglio 1759 – Castrogiovanni, 1836) è stato un vescovo cattolico italiano.

## Biografia
Nato a Caltagirone, nell'allora diocesi di Siracusa, fu ordinato presbitero il 18 settembre 1784.
Il 2 ottobre 1818 papa Pio VII lo nominò primo vescovo della diocesi di Piazza Armerina; ricevette l'ordinazione episcopale il 17 gennaio dell'anno seguente da Domenico Benedetto Balsamo, arcivescovo metropolita di Monreale.
Morì nell'allora Castrogiovanni (oggi Enna) nel 1836.

## Genealogia episcopale
La genealogia episcopale è:
- Cardinale Scipione Rebiba
- Cardinale Giulio Antonio Santori
- Cardinale Girolamo Bernerio, O.P.
- Arcivescovo Galeazzo Sanvitale
- Cardinale Ludovico Ludovisi
- Cardinale Luigi Caetani
- Cardinale Ulderico Carpegna
- Cardinale Paluzzo Paluzzi Altieri degli Albertoni
- Papa Benedetto XIII
- Papa Benedetto XIV
- Cardinale Enrico Enriquez
- Arcivescovo Manuel Quintano Bonifaz
- Cardinale Buenaventura Córdoba Espinosa de la Cerda
- Cardinale Giuseppe Maria Doria Pamphilj
- Cardinale Tommaso Arezzo
- Arcivescovo Domenico Benedetto Balsamo, O.S.B.
- Vescovo Girolamo Aprile Benso